# Onverst (Choucha)
Onverst est un village de la région de Choucha en Azerbaïdjan.

## Histoire
En 1992-2020, Onverst était sous le contrôle des forces armées arméniennes. En 2020, le village d'Onverst a été restitué sous le contrôle de l'Azerbaïdjan.